# Imphy
Imphy és un municipi francès, situat al departament del Nièvre i a la regió de Borgonya - Franc Comtat. L'any 2007 tenia 3.764 habitants.

## Demografia

### Població
El 2007 la població de fet d'Imphy era de 3.764 persones. Hi havia 1.705 famílies, de les quals 645 eren unipersonals (206 homes vivint sols i 439 dones vivint soles), 528 parelles sense fills, 355 parelles amb fills i 177 famílies monoparentals amb fills.
La població ha evolucionat segons el següent gràfic:
Habitants censats

### Habitatges
El 2007 hi havia 1.963 habitatges, 1.725 eren l'habitatge principal de la família, 40 eren segones residències i 198 estaven desocupats. 1.323 eren cases i 621 eren apartaments. Dels 1.725 habitatges principals, 1.106 estaven ocupats pels seus propietaris, 588 estaven llogats i ocupats pels llogaters i 30 estaven cedits a títol gratuït; 24 tenien una cambra, 192 en tenien dues, 498 en tenien tres, 547 en tenien quatre i 463 en tenien cinc o més. 1.001 habitatges disposaven pel capbaix d'una plaça de pàrquing. A 825 habitatges hi havia un automòbil i a 499 n'hi havia dos o més.

### Piràmide de població
La piràmide de població per edats i sexe el 2009 era:
| Homes | Edats   | Dones |
| ----- | ------- | ----- |
| 0     | 95 o +  | 8     |
| 12    | 90 a 94 | 28    |
| 36    | 85 a 89 | 40    |
| 28    | 80 a 84 | 52    |
| 96    | 75 a 79 | 128   |
| 100   | 70 a 74 | 144   |
| 108   | 65 a 69 | 128   |
| 104   | 60 a 64 | 116   |
| 112   | 55 a 59 | 108   |
| 156   | 50 a 54 | 112   |
| 164   | 45 a 49 | 144   |
| 172   | 40 a 44 | 144   |
| 88    | 35 a 39 | 108   |
| 124   | 30 a 34 | 84    |
| 184   | 25 a 29 | 140   |
| 116   | 20 a 24 | 116   |
| 168   | 15 a 19 | 140   |
| 60    | 10 a 14 | 140   |
| 72    | 5 a 9   | 96    |
| 84    | 0 a 4   | 84    |

## Economia
El 2007 la població en edat de treballar era de 2.314 persones, 1.492 eren actives i 822 eren inactives. De les 1.492 persones actives 1.249 estaven ocupades (659 homes i 590 dones) i 243 estaven aturades (107 homes i 136 dones). De les 822 persones inactives 278 estaven jubilades, 125 estaven estudiant i 419 estaven classificades com a «altres inactius».

### Ingressos
El 2009 a Imphy hi havia 1.782 unitats fiscals que integraven 3.647 persones, la mediana anual d'ingressos fiscals per persona era de 16.110 €.

### Activitats econòmiques
Dels 120 establiments que hi havia el 2007, 1 era d'una empresa extractiva, 3 d'empreses alimentàries, 4 d'empreses de fabricació d'altres productes industrials, 19 d'empreses de construcció, 26 d'empreses de comerç i reparació d'automòbils, 5 d'empreses de transport, 11 d'empreses d'hostatgeria i restauració, 7 d'empreses financeres, 5 d'empreses immobiliàries, 7 d'empreses de serveis, 18 d'entitats de l'administració pública i 14 d'empreses classificades com a «altres activitats de serveis».
Dels 39 establiments de servei als particulars que hi havia el 2009, 1 era una gendarmeria, 1 oficina de correu, 4 oficines bancàries, 1 funerària, 3 tallers de reparació d'automòbils i de material agrícola, 2 autoescoles, 5 paletes, 2 guixaires pintors, 1 fusteria, 3 lampisteries, 5 electricistes, 6 perruqueries, 1 veterinari i 4 restaurants.
Dels 9 establiments comercials que hi havia el 2009, 1 era un hipermercat, 1 una botiga de més de 120 m², 2 fleques, 1 una peixateria, 1 una sabateria i 3 floristeries.
L'any 2000 a Imphy hi havia 8 explotacions agrícoles que ocupaven un total de 1.232 hectàrees.

## Equipaments sanitaris i escolars
El 2009 hi havia 3 farmàcies i 1 ambulància.
El 2009 hi havia 2 escoles maternals i 2 escoles elementals. Imphy disposava d'un col·legi d'educació secundària amb 271 alumnes.

## Poblacions més properes
El següent diagrama mostra les poblacions més properes.